# Mitso Asen
 Mitso Asen (Bulgare: Мицо Асен) Tsar de Bulgarie de 1257 à 1258.

## Biographie
Mitso est un boyard bulgare qui avait épousé Marie, une fille Ivan Asên II et d'Irène, la fille de Théodore Ier Ange Doukas Comnène.
Après le meurtre de Koloman II Asên, il tente de s’imposer comme tsar sous le nom de Mitzo Asên avec l’appui des grecs. Détesté par l’aristocratie et méprisé par le peuple, il doit s’enfuir de Tarnovo.
Il se maintient quelque temps en province d'abord à Preslav puis à Mesembria et conteste le pouvoir de Constantin Ier Asên, qui a été élu tsar avec l’appui des Serbes, avant de s’exiler à Constantinople.

## Postérité
- Ivan Asên III
- Keramarija première épouse de Georges Ier Terter